# Motherland (Crystal Kayの曲)
「Motherland」（マザーランド）は、Crystal Kayの通算14枚目のシングル。2004年5月12日発売。

## 概要
- Crystal Kayにとって初のバラードシングル。また、初めてすべての歌詞を日本語で歌った。
- 自身の楽曲にアニメのタイアップがつくのは「Attitude」（パラッパラッパー）以来2度目。
- 2005年3月発売の5枚目のアルバム「Crystal Style」には収録されてない。

## 収録曲
1. Motherland
  - 作詞：H.U.B.／作曲：YANAGIMAN／編曲：松原憲
  - 毎日放送・TBS系アニメ『鋼の錬金術師』エンディングテーマ
  - テレビ神奈川『saku saku』 2004年5月度エンディングテーマ
2. AS IT BEGAN
  - 作詞：渡辺なつみ／作曲：Andreao Heard、Sherrod Barnes、Curtis Richardson、Charlene Gilliam
3. Motherland instrumental